# Lazareto de Infante
El Lazareto de Infante fue un lazareto provisional ubicado en Casería de Infante, situada en la actual ciudad de San Fernando, Bahía de Cádiz, España, durante el siglo XVIII y parte del siglo XIX. Fue utilizado como puesto para vigilar la entrada de mercancías y personas sospechosas de padecer enfermedades contagiosas.

## Historia
En la antigua isla de León, la actual ciudad de San Fernando (Cádiz, España), un poco más al norte de «las fadricas» y Punta Cantera, a orillas del saco interior de la Bahía de Cádiz, y dentro del recinto militar que la Armada Española abandonó en 2001, se ubicaba la casería que perteneció a don Juan Infante de Olivares, regidor perpetuo de Cádiz, al menos desde finales del siglo XVII. Detrás de la casa se roturaba una extensa huerta con casi seiscientos árboles frutales, y detrás de esta se abría un pinar que los dueños cuidaban con esmero. Durante buena parte del siglo XVIII la familia Infante alquiló la huerta a distintos arrendatarios y a cada uno les dejaba muy clarito cómo debían cuidar la huerta, los frutales y los pinos… y, por supuesto, les hacía responsables de la pérdida de cada árbol. Hoy día el frescor que tuvo ese paisaje ha cambiado drásticamente. 
La casería de Infante llegó a disponer de diez almacenes, varios de los cuales fueron Provisión de Víveres de la Armada durante buena parte del siglo XVIII. Pero lo que ha marcado la historia de este lugar ha sido su uso como lazareto. Efectivamente, desde 1722 el cabildo gaditano, amparado en la política de sanidad pública impulsada por los Borbones, alquiló intermitentemente la casería de Infante para prevenir la propagación epidémica de la peste bubónica y la fiebre amarilla. La organización del lazareto, la metodología y funcionamiento, y los arbitrios necesarios para sufragar los gastos emanaban de un reglamento tan exhaustivo que merece un tratamiento aparte. En este lugar, desde entonces llamado Lazareto de Infante, se habilitó un pequeño muelle, útil en pleamar, para desembarcar personas y mercancías.
La instalación en la bahía gaditana de la Casa de Contratación, del Departamento Marítimo y, más tarde, del Arsenal de la Carraca, hizo que el Real Hospital de Cirugía de Cádiz, que atendía al personal vinculado a la Real Marina, se quedara pequeño. Esto propició, ya en 1736, que las autoridades intentaran reconvertir el Lazareto en el hospital que la Marina necesitaba. El asunto cristalizó en 1777, cuando en la vieja casería de Infante comenzó a funcionar un hospital, capaz de atender trescientas camas, que se llamó Hospital Provisional y Real de Infante, pero de duración efímera. Sin embargo, las epidemias de fiebre amarilla que brotaron en el siglo XIX, obligaron a que el Lazareto retomara sus tradicionales tareas de prevención. Dispuso incluso de un cementerio anexo. De esta ca
sería, que tanto contribuyó a la salud de la bahía, apenas queda visible un trozo de muro que lame la pleamar.